# Michalis Kakiouzis
Michalis Kakiouzis. Baloncestista griego. Nació el 29 de noviembre de 1976 en Grecia. Mide 2,07 metros. Juega en las posiciones de alero y de ala-pívot. Destaca por su excelente tiro exterior, su buena penetración a canasta, y su dureza defensiva.
A los ocho años se apuntó en el equipo de su barrio. Junto con su hermano evolucionó lo que facilitó su fichaje en el Ionikos NF, equipo en el cual ganó el título juvenil de liga. En 1992 fue al primer equipo del Ionikos, en el cual jugó tres temporadas en la A-2. En la temporada 1994/95 fue el segundo máximo anotador y reboteador de la categoría. En este mismo año consiguió la medalla de oro Mundobasket Junior con la selección griega. Ante este éxito varios equipos griegos se interesaron por él hasta que finalmente lo fichó el AEK de Atenas. En esre equipo tuvo un crecimiento espectacular que lo llevó a ser la estrella y a lograr 2 copas de Grecia y una liga, entre 1995 y 2003. Después de esos ocho años en el Aek dio el salto a Italia convirtiéndose en nuevo jugador del Montepascchi de Siena ganándose un nombre de prestigio en una liga más competitiva. En 2004 consiguió la liga italiana y en 2005 lograría con su selección la medalla de oro del Eurobasket de Belgrado de 2005.
En julio de 2005 fichó por el FC Barcelona en donde siguió dando de si en su juego. En la temporada 2006/07 gana con el equipo catalán la Copa del Rey.

## Clubes
- Ionikos Neas Filadelfeias BC (Grecia): 1992-1995.
- AEK Atenas (Grecia): 1995-2003.
- Montepascchi Siena (Italia): 2003-2005.
- FC Barcelona (España):  2005-2007.
- Cajasol Sevilla (España):  2007-2008
- Efes Pilsen (Turquía):   2008-2009
- Aris Salónica BC (Grecia):  2009-2010
- Le Mans Sarthe Basket (Francia):  2010-2011
- Guerino Vanoli Basket: 2011
- Pallacanestro Virtus Roma: 2011-2012
- SAV Vacallo Basket: 2012-2013
- AEK Larnaca: 2013
- Nea Kifisia: 2013-2015
- APOEL B.C.: 2015
- Faros Keratsiniou: 2015-2016

## Palmarés

### Títulos internacionales de Selección
- 1 medalla de Plata en el Campeonato mundial de 2006 de Japón, con la Selección nacional de baloncesto de Grecia.
- 1 medalla de Oro en el Eurobasket de 2005 de Belgrado, con la Selección nacional de baloncesto de Grecia.
- 1 medalla de Oro en el Mundobasket Junior de 1995, con la selección de Grecia Junior.
- 1 medalla de Oro en el Eurobasket Cadete de 1993, con la selección de Grecia Cadete.

### Títulos internacionales de Club
- 1 Copa Saporta: 2000, con el AEK Atenas.

### Títulos nacionales de Club
- En Grecia:

- 1 Liga de Grecia: 2002, con el AEK Atenas.
- 2 Copas de Grecia: 2000 y 2001, con el AEK Atenas.

- En Italia:

- 1 Liga italiana: 2004, con el Montepascchi Siena.

- En España:

- 1 Copa del Rey: 2006-2007, con el FC Barcelona.